# نوح نجيني
نوح نجيني (بالإنجليزية: Noah Ngeny) مواليد 2 نوفمبر 1978، هو عداء كيني. شارك في دورة الألعاب الأولمبية وحصل على الميدالية الذهبية في سباق 1500 متر.

## الميداليات
| الميدالية | المسابقة                       |
| --------- | ------------------------------ |
| فضية      | بطولة العالم لألعاب القوى 1999 |

## روابط خارجية
- نوح نجيني على موقع الاتحاد الدولي لألعاب القوى (الإنجليزية)
- نوح نجيني على موقع أوليمبيديا (الإنجليزية)